# Danganronpa: Trigger Happy Havoc
Danganronpa: Trigger Happy Havoc ist eine Visual Novel und das erste Spiel der Danganronpa-Reihe. Das Spiel wurde vom japanischen Entwicklerstudio Spike entwickelt und wurde erstmals am 25. November 2010 von Spike in Japan für die PlayStation Portable veröffentlicht. Eine englische Lokalisierung wurde von NIS America veröffentlicht. Sie erschien am 11. Februar 2014 in Nordamerika und am 14. Februar 2014 in Europa für die PlayStation Vita. Weitere Portierungen folgten zu späteren Zeitpunkten für Android, iOS, Windows, OS X, Linux, PlayStation 4, Nintendo Switch und Xbox One.

## Handlung
Die Handlung von Danganronpa: Trigger Happy Havoc findet in der Schule „Hope’s Peak Academy“ statt. An Hope’s Peak werden nur Jugendliche zugelassen, die in ihren Feldern eine sehr hohe Begabung zeigen. An der Schule erhalten sie den Titel „Ultimate“. Pro Jahrgang wird zusätzlich ein Schüler durch eine Lotterie zugelassen. Über diese Lotterie wurde Protagonist Makoto Naegi als „Ultimate Lucky Student“ angenommen.
Als Makoto die Schule zum ersten Mal betritt, wird er bewusstlos und wacht in einem Klassenraum auf. Er trifft auf 14 weitere Schüler, denen es ebenso ergangen ist. Unter ihnen sind seine ehemalige Klassenkameradin und „Ultimate Pop Sensation“ Sayaka Maizono, Kyoko Kirigiri, die sich nicht an ihr Talent erinnern kann, und die „Ultimate Fashionista“ Junko Enoshima. Die Schüler durchsuchen die Schule und entdecken, dass alle Türen und Fenster verbarrikadiert wurden. In einer Eröffnungszeremonie erscheint der Teddybär Monokuma, der sich als Schulleiter von Hope’s Peak vorstellt. Er erklärt, dass die Schüler für immer in der Schule gefangen bleiben und sich nun in einem „Killing Game“ befinden: Ein einziger Schüler darf die Schule verlassen, falls er einen Mitschüler umbringt und im folgenden Gerichtsprozess von seinen Mitschülern nicht als schuldig anerkannt wird. Wird er jedoch als Mörder entlarvt, so wird er zur Strafe von Monokuma hingerichtet. Finden die Schüler den Mörder nicht, werden stattdessen alle Schüler bis auf den Mörder hingerichtet. Ferner erläutert Monokuma den Schülern die Schulregeln, die unter anderem Gewalt gegen den Schulleiter untersagen.
Nachdem Sayaka tot aufgefunden wird, fordert Monokuma die Schüler dazu auf, nach Beweisen zu suchen und sich auf einen Gerichtsprozess vorzubereiten. Junko weigert sich, mitzumachen, und greift Monokuma an, sodass er sie tötet. Im Gerichtsprozess kann Makoto mithilfe von Kyoko den wahren Mörder, den „Ultimate Baseball Star“ Leon Kuwata, finden. Dieser wird anschließend von Monokuma durch eine Pitching Machine hingerichtet. In den nächsten Wochen finden drei weitere Morde statt, die zwei weitere Hinrichtungen – wieder auf Basis des Talents oder der Persönlichkeits des Mörders – nach sich ziehen. Nach einem Suizid wollen sich die überlebenden Schüler vom Spiel abwenden. Kyoko teilt Makoto die Existenz einer sechzehnten Schülerin und „Ultimate Despair“ Mukuro Ikusaba mit. Nach wenigen Tagen entdecken sie schließlich die Leiche einer unbekannten Person.
Im folgenden Gerichtsprozess zeichnet sich ab, dass nur Makoto oder Kyoko als Mörder in Frage kommen. Der Spieler kann sich nun entscheiden, Kyoko anzuschwärzen oder sie zu verteidigen. Der erste Fall führt zu einem alternativen Ende, in dem Kyoko hingerichtet wird und die restlichen Schüler ohne weitere Morde bis an ihr Lebensende in der Schule gefangen bleiben. Im anderen Fall wird stattdessen Makoto für schuldig erklärt, jedoch schlägt seine Hinrichtung fehl und er fällt in den Abfallschacht der Schule.
Makoto wird von Kyoko gerettet und die beiden überreden Monokuma zu einem letzten Gerichtsprozess: Er öffnet alle Räume der Schule und die Schüler dürfen die Schule verlassen, sollten sie die Wahrheit über den Mord an der unbekannten Person und das Killing Game herausfinden. In diesem Prozess stellen die Schüler fest, dass Mukuro die unbekannte Person war. Sie hatte sich zu Beginn des Spiels Junkos Identität angekommen. Außerdem entlarven sie die wahre Junko als Drahtzieherin hinter dem Spiel. Daraufhin erscheint Junko im Gerichtssaal und enthüllt die ganze Geschichte: Alle 16 Schüler waren bereits seit zwei Jahren Klassenkameraden an Hope’s Peak. Als eigentliche „Ultimate Despair“ hatte Junko gemeinsam mit ihrer Schwester Mukuro die Schule infiltriert. Gegen Ende der gemeinsamen Schulzeit löste Junko ein apokalyptisches Ereignis aus, das die Welt in Anarchie und Verzweiflung stürzte. Jin Kirigiri, Schulleiter von Hope’s Peak und Kyokos Vater, riegelte die Schule ab, um die Schüler als Symbole der Hoffnung zu schützen. Junko tötete ihn und löschte die Erinnerungen ihrer Mitschüler an ihr Schulleben. Sie startete das Killing Game, um es weltweit zu übertragen und auch die verbliebene Menschheit mit dem Anblick, wie die Symbole der Hoffnung sich gegenseitig umbringen, in Verzweiflung zu stürzen. Nachdem die überlebenden Schüler sich nach Enthüllung der aussichtslosen Wahrheit weiterhin für die Hoffnung aussprechen, sieht Junko ihre Niederlage ein. Überwältigt von ihrer eigenen Verzweiflung richtet sie sich selbst hin. Die sechs überlebenden Schüler öffnen mit dem von Junko hinterlassenen Schlüssel den Ausgang und verlassen die Schule.

## Spielprinzip
In Danganronpa: Trigger Happy Havoc steuert der Spieler den Schüler Makoto Naegi. Das Spiel besteht aus sechs Kapiteln, die je aus zwei Teilen bestehen: „School Life“, in dem der Spieler die Schule erkundet, und das „Class Trial“, der auf einen Mord folgenden Gerichtsprozess, in dem der Spieler den Schuldigen finden muss. School Life ist wiederum in zwei Teile aufgeteilt: „Daily Life“, in dem der Spieler mit überlebenden Schülern reden kann und die Handlung fortschreitet, und „Deadly Life“, in dem der Spieler nach einem Mord nach Hinweisen sucht und seine Mitschüler auf Aussagen befragt.
In Daily Life hat der Spieler die Möglichkeit, mit seinen Mitschülern zu reden und ihnen Geschenke zu geben, um sich mit ihnen anzufreunden. Dadurch kann der Spieler bestimmte Gespräche freischalten, welche die Hintergrundgeschichte eines Mitschülers erklären. Geschenke erhält der Spieler in einem Laden im Austausch gegen eine Spielwährung, die der Spieler durch Erkunden der Schule und Absolvieren der Class Trials erhält. Durch Anfreunden mit den Mitschülern schaltet der Spieler Fähigkeiten frei, die in den Class Trials Boni liefern oder sie anderweitig vereinfachen.
Wenn eine Leiche entdeckt wird, beginnt Deadly Life. Der Spieler untersucht nun die Leiche und relevante Räume der Schule nach Hinweisen und redet mit den Mitschülern, um ihre Aussagen aufzuzeichnen. Nachdem der Spieler alle Hinweise gefunden hat, ruft Monokuma die Schüler zur Gerichtsverhandlung auf.
Die Class Trials laufen über „Nonstop Debates“ und mehrere Minispiele ab. In den Nonstop Debates diskutieren die Schüler ihre Vermutungen und gefundenen Hinweise. Die Aussagen der Schüler bewegen sich als Text über den Bildschirm. Bestimmte Wörter sind als mögliche Schwachpunkte in der Argumentation des Schülers farblich markiert. Der Spieler benutzt seine gefundenen Hinweise und Aussagen als Munition und schießt diese auf die passende Argumentationslücke oder Lüge. Teilweise werden die Schwachpunkte durch Zwischenrufe geschützt, die der Spieler zuvor abschießen muss. Trifft der Spieler mit der richtigen Patrone die passende Falschaussage, so schreitet die Gerichtsverhandlung voran. Trifft der Spieler jedoch eine wahre Aussage oder benutzt er eine falsche Patrone, verliert er einen Anteil seiner Lebensanzeige. Ist die Lebensanzeige leer, wird Makoto von seinen Mitschülern als schuldig angesehen und der Spieler muss das Class Trial wiederholen.
Außerdem gibt es in den Class Trials mehrere Minispiele wie eine Version des Spiels Galgenmännchen oder ein Rhythmusspiel, um weitere Hinweise zu erhalten oder Falschaussagen zu widerlegen. Die Gerichtsverhandlung endet, indem der Spieler alle Hinweise und Aussagen zu einem Manga zusammenfügt, der den Tatvorgang beschreibt, sodass der Schuldige entlarvt wird. Das Class Trial schließt mit der Hinrichtung des Schuldigen durch Monokuma ab.
In der PlayStation-Vita-Version wurde ein Modus „School Mode“ eingeführt, der auch in allen später erschienenen Versionen enthalten ist. In diesem Modus sollen die Schüler sich nicht gegenseitig umbringen, sondern Ziel ist es, seine Mitschüler besser kennenzulernen und so aus der Schule zu fliehen. Die Anniversary Edition erweitert das Spiel um eine Event-Galerie, in welcher der Spieler Zwischensequenzen erneut abspielen kann und sich Illustrationen der Spielfiguren anschauen kann.

## Entwicklung
Nach dem Autor Kazutaka Kodaka basiert die Idee zu Danganronpa: Trigger Happy Havoc auf mehreren Filmen, Serien und Videospielen. Eine größere Inspiration war der Film Battle Royale, in dem sich ebenfalls eine Gruppe von Schülern gegenseitig umbringen muss. Während der Entwicklung des Spiels entschied man sich für einen Pop-Art-Stil, um einen Kontrast zu der düsteren Handlung zu schaffen.

### Distrust
Eine frühere Version des Spiels während der Entwicklung von Danganronpa: Trigger Happy Havoc war Distrust. Distrust enthielt viele Inhalte des endgültigen Spiels, war jedoch von düsterer Natur. So waren die Tode und Hinrichtungen grausamer, das Blut war rot und Monokuma war ein Mensch, dem jedoch teilweise die Haut fehlte. Diese Version des Spiels wurde jedoch verworfen, da nach Kodaka das Spiel zu düster wäre und somit die Zielgruppe zu klein gewesen wäre. Deshalb wurden weitere Popelemente wie das pinke Blut eingebaut, um das Spiel interessanter und zugänglicher zu machen.

### Synchronisation
Die folgende Tabelle gibt eine Übersicht der englischen und japanischen Synchronsprecher der Figuren:
| Figur              | Japanisch        | Englisch                                 |
| ------------------ | ---------------- | ---------------------------------------- |
| Makoto Naegi       | Megumi Ogata     | Bryce Papenbrook                         |
| Sayaka Maizono     | Makiko Oomoto    | Dorothy Fahn                             |
| Leon Kuwata        | Takahiro Sakurai | Grant George                             |
| Kiyotaka Ishimaru  | Kousuke Toriumi  | Sean Chiplock                            |
| Byakuya Togami     | Akira Ishida     | Jason Wishnov                            |
| Mondo Owada        | Kazuya Nakai     | Keith Silverstein                        |
| Hifumi Yamada      | Kappei Yamaguchi | Lucien Dodge                             |
| Yasuhiro Hagakure  | Masaya Matsukaze | Kaiji Tang                               |
| Kyoko Kirigiri     | Youko Hikasa     | Erika Harlacher                          |
| Aoi Asahina        | Chiwa Saitou     | Cassandra Lee Morris                     |
| Toko Fukawa        | Miyuki Sawashiro | Amanda Celine Miller und Erin Fitzgerald |
| Sakura Ogami       | Kujira           | Jessica Gee-George                       |
| Celestia Ludenberg | Hekiru Shiina    | Marieve Herington                        |
| Junko Enoshima     | Megumi Toyoguchi | Amanda Celine Miller und Erin Fitzgerald |
| Chihiro Fujisaki   | Kouki Miyata     | Dorothy Fahn                             |
| Monokuma           | Nobuyo Ooyama    | Brian Beacock                            |

## Veröffentlichung
Am 25. November 2010 wurde Danganronpa: Trigger Happy Havoc in Japan für die PlayStation Portable von Spike veröffentlicht. In Japan erschien das Spiel am 20. August 2012 auch als App für Android- und iOS-Geräte. Diese Versionen können – anders als auf den anderen Plattformen – in einzelnen Kapiteln gekauft werden. NIS America lokalisierte Danganronpa ins Englische und veröffentlichte das Spiel am 11. Februar 2014 in Nordamerika und am 14. Februar 2014 in Europa für die PlayStation Vita. Eine von Abstraction Games entwickelte Portierung wurde am 18. Februar 2016 über Steam von Spike Chunsoft für Windows, OS X und Linux veröffentlicht.
Danganronpa wurde danach als Teil von Spielesammlungen der Danganronpa-Reihe veröffentlicht. Danganronpa 1•2 Reload, das neben Danganronpa als auch dessen Nachfolger Danganronpa 2: Goodbye Despair enthält, erschien am 10. Oktober 2013 in Japan für die PlayStation Portable. Eine Version für die PlayStation 4 wurde in Nordamerika am 14. Mai 2017 und in Europa am 17. Mai 2017 veröffentlicht. In Danganronpa Trilogy ist zusätzlich auch der dritte Teil Danganronpa V3: Killing Harmony enthalten. Die Sammlung erschien am 26. März 2019 in Nordamerika und am 29. März 2019 in Europa für die PlayStation 4.
Zum zehnten Jubiläum der Erstveröffentlichung von Danganronpa kündigte Spike Chunsoft eine erweiterte Anniversary Edition des Spiels für iOS und Android an, die am 21. März 2020 veröffentlicht wurde. Für die Nintendo Switch erschien diese Version in Japan am 4. November 2021 und in Europa und Nordamerika am 3. Dezember 2021. An denselben Tagen erschien mit Danganronpa Decadence eine Spielesammlung der Anniversary Editions aller drei Danganronpa-Spiele und des am gleichen Tag veröffentlichten Ablegers Danganronpa S: Ultimate Summer Camp. Die physischen Versionen wurden in Japan und Nordamerika von Spike Chunsoft und in Europa von Numskull Games veröffentlicht. Am 18. Januar 2022 erschien die Anniversary Edition über den Xbox Game Pass für die Xbox One und Windows.

## Rezeption
Danganronpa: Trigger Happy Havoc erhielt größtenteils positive Wertungen. Auf Metacritic erhielt die PlayStation-Vita-Version des Spiels – basierend auf 55 Rezensionen – einen Metascore von 80 aus 100 möglichen Punkten. Die PC-Version erhielt – basierend auf 10 Rezensionen – einen Metascore von 82 Punkten.
Mikhail Madnani von TouchArcade testete die iOS-Version des Spiels und lobte die Anpassung des Spiels an einen Touchscreen. Er bemängelte die fehlende iCloud- und Controller-Unterstützung.

### Verkaufszahlen
Die PlayStation-Portable-Version von Danganronpa debütierte auf Platz 8 der japanischen Videospiel-Charts und konnte sich in seiner ersten Woche 25.564 Mal verkaufen. Innerhalb von drei Monaten wurden über 85.000 Einheiten dieser Version abgesetzt. Am 2. April 2018 gab Publisher Spike Chunsoft bekannt, dass sich die Steam-Version von Danganronpa für Windows, OS X und Linux sich über 200.000 Mal verkauft hat.

## Danganronpa – The Animation
Im Jahr 2013 erschien eine Anime-Adaption namens Danganronpa – The Animation von Danganronpa: Trigger Happy Havoc, die von Lerche produziert wurde. Eine Manga-Adaption des Animes erschien im Jahr 2014.
Nach der Veröffentlichung des Nachfolgers Danganronpa 2: Goodbye Despair erschien im Jahr 2016 ein zweiter Anime namens Danganronpa 3: The End of Hope’s Peak High School. Dieser Anime erzählt sowohl die Vorgeschichte zum Spiel als auch eine Fortsetzung.

## Nachfolger
Ein erster Nachfolger Danganronpa 2: Goodbye Despair, erschien erstmals am 26. Juli 2012 in Japan für die PlayStation Portable. Es folgten weitere Versionen auch außerhalb Japans für weitere Konsolen sowie über Steam.
Der Ableger Danganronpa Another Episode: Ultra Despair Girls, der eine Nebenhandlung erzählt, die zwischen Danganronpa: Trigger Happy Havoc und Danganronpa 2: Goodbye Despair stattfindet, erschien erstmals am 25. September 2014 in Japan für die PlayStation Vita. Es folgten weltweit weitere Versionen für PlayStation 4 und Steam.
Der zweite Nachfolger Danganronpa V3: Killing Harmony erschien am 12. Januar 2017 in Japan für die PlayStation 4 und weltweit noch im selben Jahr.